# Cimarrones de Sonora
Cimarrones de Sonora Fútbol Club – meksykański klub piłkarski z siedzibą w mieście Hermosillo, stolicy stanu Sonora. Występuje w rozgrywkach Liga Premier. Domowe mecze rozgrywa na obiekcie Estadio Héroe de Nacozari.

## Historia
Początki klubu miały miejsce wiosną 2013, kiedy to grupa lokalnych przedsiębiorców z Edmundo Ruizem Gómezem na czele kupiła od fundacji López Caballero drużynę Poblado Miguel Alemán FC – zwycięzcę czwartej ligi meksykańskiej. Zespół występujący na kameralnym, liczącym 4000 miejsc stadionie w niewielkiej miejscowości Miguel Alemán nie spełnił jednak wymogów licencyjnych na grę w trzeciej lidze, zarówno ze względu na nieprzystosowany obiekt, jak i brak odpowiedniego zaplecza organizacyjnego. Wobec zaistniałej sytuacji zdecydowano się przenieść klub do oddalonego o 65 kilometrów miasta Hermosillo, stolicy stanu Sonora oraz zmieniono nazwę na Cimarrones de Sonora. Drużyna po otrzymaniu licencji przystąpiła do gry w trzeciej lidze meksykańskiej.
Pierwsze domowe mecze w trzeciej lidze drużyna Cimarrones rozgrywała na bejsbolowym obiekcie Estadio Sonora, aby po kilku tygodniach przenieść się na Estadio Héctor Espino. W jesiennym sezonie Apertura 2014 zespół dotarł do finału rozgrywek Segunda División, przegrywając w nim z Potros UAEM (1:0, 0:2). Ogółem w trzeciej lidze meksykańskiej zespół występował przez dwa lata (2013–2015).
W maju 2015 ogłoszono, że zespół Cimarrones przystąpi do rozgrywek drugiej ligi meksykańskiej, w ramach powiększenia jej do szesnastu zespołów. Wraz z dołączeniem do zaplecza najwyższej klasy rozgrywkowej klub przeniósł się na największy obiekt w Hermosillo – mogący pomieścić 21 000 widzów Estadio Héroe de Nacozari.
Drużyna jest znana z pracy z młodymi zawodnikami, głównie pochodzącymi z regionu. Kariery rozpoczynali w niej przyszli zawodnicy reprezentacji Meksyku i uczestnicy mistrzostwa świata, jak César Montes, Luis Romo czy Johan Vásquez. Przez pewien czas klub współpracował z pierwszoligowym Querétaro FC. Klub grał w drugiej lidze w latach 2015–2024.
W maju 2024 zarząd klubu zadecydował o sprzedaży drugoligowej licencji. W czerwcu ogłoszono, że licencję zakupiła drużyna Jaguares FC, jednak ostatecznie nie doszło do przenosin Cimarrones do Tuxtla Gutiérrez ze względu na brak uzyskania wymaganej liczby głosów podczas walnego zgromadzenia władz klubów drugoligowych. Zarząd Cimarrones zdecydował wówczas o nieprzystępowaniu do rozgrywek drugiej ligi, a rolę pierwszego zespołu przejęły trzecioligowe rezerwy.